# Arrifana (Vila Nova de Poiares)
Arrifana es una freguesia portuguesa del concelho de Vila Nova de Poiares, con 24,11 km² de superficie y 1.603 habitantes (2001). Su densidad de población es de 66,5 hab/km².